# 로버트 테시어
로버트 테시에이(Robert Tessier, 1934년 6월 2일 ~ 1990년 10월 11일)는 미국의 배우, 스턴트 배우이다.
로웰에서 태어났으며 로웰에서 사망하였다. 사인은 암이다.

## 출연 작품
- 피스트 오브 스틸 (1991년)
- 야수의 표적 (1990년)
- 퓨쳐 포스 (1990년)
- 노 세이프 (1987년)
- 로스트 엠파이어 (1985년)
- Double Exposure (1982) - 바텐더 역
- 스워드 (1982년)
- 캐논볼 (1981년)
- 빌런 (1979년)
- 스타 워즈 2020 (1979년)
- 별들의 전쟁(영어판) (1979년)
- 후퍼 (1978년)
- 남과 여 2 (1977년)
- 라스트 모히칸 (1977년)
- 디프 (1977년)
- 브레이크하트 패스 (1976년)
- 투쟁의 그늘 (1975년)
- 초인 사베지 (1975년)
- 더 벨벳 뱀파이어 (1971년)
- 공포의 추적자 (1971년)

### 텔레비전
- 더 폴 가이 (1981-86)
- 아빠는 멋쟁이 (1982, 1986)
- A 특공대 (1983-85)